# Coupe d'Italie de football 2009-2010
Navigation
Coupe d'Italie 2008-2009 Coupe d'Italie 2010-2011
La Coupe d'Italie de football 2009-2010 est la 63e édition de la Coupe d'Italie. La compétition commence le 2 août 2009 et se termine le 5 mai 2010, date de la finale qui se dispute au stade olympique de Rome. Le club vainqueur de la Coupe est qualifié d'office pour la Ligue Europa 2010-2011 hormis s'il gagne le droit de disputer la Ligue des champions de l'UEFA.
La finale oppose l'Inter Milan à l'AS Rome et le club lombard gagne par 1-0.

## Déroulement de la compétition

### Participants

#### Serie A (D1)
Les 20 clubs de Serie A sont engagés en Coupe d'Italie.

#### Serie B (D2)
Les 22 clubs de Serie B sont engagés en Coupe d'Italie.

#### Lega Pro Prima Divisione (D3)
25 des 36 clubs de Lega Pro Prima Divisione sont engagés en Coupe d'Italie.

#### Lega Pro Seconda Divisione (D4)
6 des 54 clubs de Lega Pro Prima Divisione sont engagés en Coupe d'Italie.

#### Serie D (D5)
5 des 167 clubs de Serie D sont engagés en Coupe d'Italie.

### Calendrier
| Phase              | Tour           | Aller                                    | Retour             |
| ------------------ | -------------- | ---------------------------------------- | ------------------ |
| Phase préliminaire | 1er tour       | 2 - 5 août 2009                          | -                  |
| Phase préliminaire | 2e tour        | 8 - 9 - 10 août 2009                     | -                  |
| Phase préliminaire | 3e tour        | 12 - 14 - 15 - 16 août 2009              | -                  |
| Phase préliminaire | 4e tour        | 25 - 26 novembre - 1er - 2 décembre 2009 | -                  |
| Phase finale       | 1/8e de finale | 12 - 13 - 14 - 16 janvier 2010           | -                  |
| Phase finale       | 1/4 de finale  | 20 - 26 - 27 - 28 janvier 2010           | -                  |
| Phase finale       | 1/2 finales    | 3 - 4 février 2010                       | 13 - 21 avril 2010 |
| Phase finale       | Finale         | 5 mai 2010                               | -                  |

## Résultats

### Premier tour
| Division         | Club                   | Score               | Club                     | Division         |
| ---------------- | ---------------------- | ------------------- | ------------------------ | ---------------- |
| Lega Pro 1D (D3) | AC Arezzo              | 2 - 0               | Castellarano             | Serie D (D5)     |
| Lega Pro 1D (D3) | Bénévent Calcio        | 3 - 1               | AC Prato                 | Lega Pro 2D (D4) |
| Lega Pro 1D (D3) | SS Cavese 1919         | 2 - 2 a.p., 3-4 tab | AS Varèse 1910           | Lega Pro 1D (D3) |
| Lega Pro 1D (D3) | US Cremonese           | 2 - 0               | AC Chioggia Sottomarina  | Serie D (D5)     |
| Lega Pro 1D (D3) | US Foggia              | 3 - 1               | AS Viterbese Calcio      | Serie D (D5)     |
| Lega Pro 1D (D3) | AC Lumezzane           | 3 - 0               | Alma Juventus Fano 1906  | Lega Pro 2D (D4) |
| Lega Pro 1D (D3) | Novare Calcio          | 1 - 0               | AS Pescina VG            | Lega Pro 1D (D3) |
| Lega Pro 1D (D3) | US Pergocrema 1932     | 0 - 1               | ASC Figline              | Lega Pro 1D (D3) |
| Lega Pro 1D (D3) | Pérouse Calcio         | 1 - 0               | AG Nocerina 1910         | Lega Pro 2D (D4) |
| Lega Pro 1D (D3) | Aurora Pro Patria 1919 | 4 - 0               | Gela Calcio              | Lega Pro 2D (D4) |
| Lega Pro 1D (D3) | Ravenne Calcio         | 3 - 2               | Giulianova Calcio        | Lega Pro 1D (D3) |
| Lega Pro 1D (D3) | Real Marcianise Calcio | 0 - 2               | US Alexandrie 1912       | Lega Pro 1D (D3) |
| Lega Pro 1D (D3) | AC Reggiana 1919       | 4 - 0               | Sansepolcro Calcio       | Serie D (D5)     |
| Lega Pro 1D (D3) | Rimini Calcio FC       | 1 - 2 a.p.          | AS Città di Vico Equense | Lega Pro 2D (D4) |
| Lega Pro 1D (D3) | SPAL 1907              | 2 - 1               | Calcio Côme              | Lega Pro 1D (D3) |
| Lega Pro 2D (D4) | Spezia Calcio          | 0 - 1 a.p.          | Hellas Vérone FC         | Lega Pro 1D (D3) |
| Lega Pro 1D (D3) | Tarente Sport          | 1 - 3               | Cosenza Calcio 1914      | Lega Pro 1D (D3) |
| Lega Pro 1D (D3) | Ternana Calcio         | 3 - 2               | AC Renate                | Serie D (D5)     |

### Deuxième tour
| Division         | Club                    | Score               | Club                     | Division         |
| ---------------- | ----------------------- | ------------------- | ------------------------ | ---------------- |
| Serie B (D2)     | AC Ancône               | 1 - 0               | Pérouse Calcio           | Lega Pro 1D (D3) |
| Serie B (D2)     | Ascoli Calcio 1898      | 3 - 1               | FC Crotone               | Serie B (D2)     |
| Serie B (D2)     | Brescia Calcio          | 1 - 0               | Ravenne Calcio           | Lega Pro 1D (D3) |
| Serie B (D2)     | AC Cesena               | 2 - 2 a.p., 5-4 tab | Ternana Calcio           | Lega Pro 1D (D3) |
| Serie B (D2)     | AS Cittadella           | 2 - 0               | Calcio Padoue            | Serie B (D2)     |
| Serie B (D2)     | Empoli FC               | 2 - 0               | AC Reggiana 1919         | Lega Pro 1D (D3) |
| Serie B (D2)     | Frosinone Calcio        | 1 - 1 a.p., 5-4 tab | AS Varèse 1910           | Lega Pro 1D (D3) |
| Serie B (D2)     | US Grosseto FC          | 3 - 2               | Cosenza Calcio 1914      | Lega Pro 1D (D3) |
| Serie B (D2)     | US Lecce                | 4 - 0               | AS Città di Vico Equense | Lega Pro 2D (D4) |
| Lega Pro 1D (D3) | AC Lumezzane            | 6 - 0               | Gallipoli Calcio         | Serie B (D2)     |
| Serie B (D2)     | AC Mantoue              | 3 - 1               | Aurora Pro Patria 1919   | Lega Pro 1D (D3) |
| Serie B (D2)     | Modène FC               | 2 - 2 a.p., 4-6 tab | Novare Calcio            | Lega Pro 1D (D3) |
| Serie B (D2)     | Plaisance FC            | 1 - 3               | Hellas Vérone FC         | Lega Pro 1D (D3) |
| Serie B (D2)     | Reggina Calcio          | 3 - 0               | AC Arezzo                | Lega Pro 1D (D3) |
| Serie B (D2)     | Salernitana Calcio 1919 | 1 - 0               | Bénévent Calcio          | Lega Pro 1D (D3) |
| Serie B (D2)     | US Sassuolo Calcio      | 2 - 0               | US Alexandrie 1912       | Lega Pro 1D (D3) |
| Lega Pro 1D (D3) | SPAL 1907               | 3 - 1 a.p.          | UC AlbinoLeffe           | Serie B (D2)     |
| Serie B (D2)     | Torino FC               | 1 - 0               | ASC Figline              | Lega Pro 1D (D3) |
| Serie B (D2)     | US Triestina Calcio     | 1 - 0 a.p.          | US Foggia                | Lega Pro 1D (D3) |
| Serie B (D2)     | Vicence Calcio          | 1 - 2               | US Cremonese             | Lega Pro 1D (D3) |

### Troisième tour
| Division     | Club                | Score               | Club                    | Division         |
| ------------ | ------------------- | ------------------- | ----------------------- | ---------------- |
| Serie B (D2) | AC Ancône           | 2 - 3               | AC Lumezzane            | Lega Pro 1D (D3) |
| Serie A (D1) | AS Bari             | 1 - 1 a.p., 4-5 tab | Empoli FC               | Serie B (D2)     |
| Serie A (D1) | Bologne FC 1909     | 0 - 0 a.p., 6-7 tab | Frosinone Calcio        | Serie B (D2)     |
| Serie B (D2) | Brescia Calcio      | 0 - 1               | Reggina Calcio          | Serie B (D2)     |
| Serie A (D1) | Calcio Catane       | 1 - 0               | US Cremonese            | Lega Pro 1D (D3) |
| Serie B (D2) | AC Cesena           | 0 - 1               | Atalanta BC             | Serie A (D1)     |
| Serie A (D1) | AC Chievo Vérone    | 3 - 0               | AC Mantoue              | Serie B (D2)     |
| Serie B (D2) | AS Cittadella       | 2 - 1 a.p.          | Ascoli Calcio 1898      | Serie B (D2)     |
| Serie A (D1) | AS Livourne Calcio  | 2 - 0               | Torino FC               | Serie B (D2)     |
| Serie A (D1) | SSC Naples          | 3 - 0               | Salernitana Calcio 1919 | Serie B (D2)     |
| Serie A (D1) | US Città di Palerme | 4 - 2               | SPAL 1907               | Lega Pro 1D (D3) |
| Serie A (D1) | Parme FC            | 1 - 2               | Novare Calcio           | Lega Pro 1D (D3) |
| Serie A (D1) | UC Sampdoria        | 6 - 2               | US Lecce                | Serie B (D2)     |
| Serie B (D2) | US Sassuolo Calcio  | 2 - 0               | Hellas Vérone FC        | Lega Pro 1D (D3) |
| Serie A (D1) | AC Sienne           | 2 - 0               | US Grosseto FC          | Serie B (D2)     |
| Serie B (D2) | US Triestina Calcio | 1 - 0               | Cagliari Calcio         | Serie A (D1)     |

### Quatrième tour
| Division     | Club                | Score | Club               | Division         |
| ------------ | ------------------- | ----- | ------------------ | ---------------- |
| Serie A (D1) | Atalanta BC         | 0 - 1 | AC Lumezzane       | Lega Pro 1D (D3) |
| Serie A (D1) | Calcio Catane       | 2 - 0 | Empoli FC          | Serie B (D2)     |
| Serie A (D1) | AC Chievo Vérone    | 2 - 0 | Frosinone Calcio   | Serie B (D2)     |
| Serie A (D1) | SSC Naples          | 1 - 0 | AS Cittadella      | Serie B (D2)     |
| Serie A (D1) | US Città di Palerme | 4 - 1 | Reggina Calcio     | Serie B (D2)     |
| Serie A (D1) | UC Sampdoria        | 1 - 2 | AS Livourne Calcio | Serie A (D1)     |
| Serie A (D1) | AC Sienne           | 0 - 2 | Novare Calcio      | Lega Pro 1D (D3) |
| Serie B (D2) | US Triestina Calcio | 1 - 0 | US Sassuolo Calcio | Serie B (D2)     |

### Huitièmes de finale
| Division     | Club           | Score | Club                | Division         |
| ------------ | -------------- | ----- | ------------------- | ---------------- |
| Serie A (D1) | ACF Fiorentina | 3 - 2 | AC Chievo Vérone    | Serie A (D1)     |
| Serie A (D1) | Genoa CFC      | 1 - 2 | Calcio Catane       | Serie A (D1)     |
| Serie A (D1) | FC Inter Milan | 1 - 0 | AS Livourne Calcio  | Serie A (D1)     |
| Serie A (D1) | Juventus FC    | 3 - 0 | SSC Naples          | Serie A (D1)     |
| Serie A (D1) | SS Lazio       | 2 - 0 | US Città di Palerme | Serie A (D1)     |
| Serie A (D1) | AC Milan       | 2 - 1 | Novare Calcio       | Lega Pro 1D (D3) |
| Serie A (D1) | AS Rome        | 3 - 1 | US Triestina Calcio | Serie B (D2)     |
| Serie A (D1) | Udinese Calcio | 2 - 0 | AC Lumezzane        | Lega Pro 1D (D3) |

### Quarts de finale
| Division     | Club           | Score | Club           | Division     |
| ------------ | -------------- | ----- | -------------- | ------------ |
| Serie A (D1) | ACF Fiorentina | 3 - 2 | SS Lazio       | Serie A (D1) |
| Serie A (D1) | FC Inter Milan | 2 - 1 | Juventus FC    | Serie A (D1) |
| Serie A (D1) | AC Milan       | 0 - 1 | Udinese Calcio | Serie A (D1) |
| Serie A (D1) | AS Rome        | 1 - 0 | Calcio Catane  | Serie A (D1) |

### Demi-finales
| Division     | Club           | Aller | Total | Retour | Club           | Division     |
| ------------ | -------------- | ----- | ----- | ------ | -------------- | ------------ |
| Serie A (D1) | FC Inter Milan | 1 - 0 | 2 - 0 | 1 - 0  | ACF Fiorentina | Serie A (D1) |
| Serie A (D1) | AS Rome        | 2 - 0 | 2 - 1 | 0 - 1  | Udinese Calcio | Serie A (D1) |

### Finale
| Division     | Club           | Score | Club    | Division     |
| ------------ | -------------- | ----- | ------- | ------------ |
| Serie A (D1) | FC Inter Milan | 1 - 0 | AS Rome | Serie A (D1) |